# روزولت (یوتا)
روزولت (به انگلیسی: Roosevelt) شهری در ایالت یوتا کشور ایالات متحده آمریکا است که جمعیت آن در سرشماری سال ۲۰۱۰ میلادی، ۶٬۰۴۶ نفر بوده‌است.